# Drymoea
Drymoea là một chi bướm đêm thuộc họ Geometridae.

## Các loài
- Drymoea alcera (Boisduval, 1870)
- Drymoea beata (Walker, 1856)
- Drymoea caelisigna (Walker, 1854)
- Drymoea chrysomela (Butler & Druce, 1872)
- Drymoea discalis (Walker, 1854)
- Drymoea hesperoides (Walker, 1854)
- Drymoea nasuta (Walker, [1865])
- Drymoea timidaria (Herrich-Schäffer, [1856])